# Powiat Miśnia
Powiat Miśnia (niem. Landkreis Meißen) − powiat w niemieckim kraju związkowym Saksonia, utworzony w wyniku reformy administracyjnej 1 sierpnia 2008. Do 29 lutego 2012 należał do okręgu administracyjnego Drezno.
W skład nowo utworzonego powiatu wchodzą byłe powiaty Miśnia i Riesa-Großenhain. Siedzibą powiatu jest Miśnia. 
Powiat ma powierzchnię 1 452,39 km², na obszarze tym mieszka 254 483 osób (stan na 30 grudnia 2009).

## Podział administracyjny
W skład powiatu Miśnia wchodzi:
- dziesięć miast (Stadt)
- 18 gmin (Gemeinde)
- trzy wspólnoty administracyjne (Verwaltungsgemeinschaft)

| Lp. | Nazwa miasta          | Ludność (31.12.2009) | Powierzchnia km² |
| --- | --------------------- | -------------------- | ---------------- |
| 1   | Coswig                | 21.600               | 25,85            |
| 2   | Gröditz               | 8.275                | 28,78            |
| 3   | Großenhain            | 19.682               | 96,79            |
| 4   | Lommatzsch            | 5.490                | 66,47            |
| 5   | Miśnia (niem. Meißen) | 27.693               | 30,90            |
| 6   | Nossen                | 11.344               | 122,61           |
| 7   | Radebeul              | 33.466               | 26,06            |
| 8   | Radeburg              | 7.661                | 54,00            |
| 9   | Riesa                 | 34.324               | 58,84            |
| 10  | Strehla               | 3.969                | 30,07            |

| Lp. | Nazwa gminy   | Ludność (31.12.2009) | Powierzchnia km² |
| --- | ------------- | -------------------- | ---------------- |
| 1   | Diera-Zehren  | 3.634                | 43,20            |
| 2   | Ebersbach     | 4.698                | 84,19            |
| 3   | Glaubitz      | 2.035                | 13,97            |
| 4   | Hirschstein   | 2.348                | 34,46            |
| 5   | Käbschütztal  | 2.871                | 50,45            |
| 6   | Klipphausen   | 10.458               | 111,56           |
| 7   | Lampertswalde | 2.812                | 63,52            |
| 8   | Moritzburg    | 8.219                | 46,37            |
| 9   | Niederau      | 4.047                | 35,21            |
| 10  | Nünchritz     | 6.152                | 31,24            |
| 11  | Priestewitz   | 3.409                | 61,20            |
| 12  | Röderaue      | 3.013                | 28,96            |
| 13  | Schönfeld     | 1.920                | 39,14            |
| 14  | Stauchitz     | 3.389                | 32,43            |
| 15  | Thiendorf     | 3.760                | 74,38            |
| 16  | Weinböhla     | 10.214               | 19,01            |
| 17  | Wülknitz      | 1.742                | 27,77            |
| 18  | Zeithain      | 6.161                | 81,51            |

Wspólnoty administracyjne:
| Lp. | Nazwa wspólnoty administracyjnej | Ludność (31.12.2009) | Powierzchnia km² | Liczba gmin |
| --- | -------------------------------- | -------------------- | ---------------- | ----------- |
| 1   | Nünchritz                        | 8.187                | 45,21            | 2           |
| 2   | Röderaue-Wülknitz                | 4.755                | 56,73            | 2           |
| 3   | Schönfeld                        | 4.760                | 102,66           | 2           |

## Zmiany administracyjne
- 1 stycznia 2013
  - przyłączenie Nauwalde do Gröditz
  - rozwiązanie wspólnoty administracyjnej Gröditz
- 1 stycznia 2014
  - rozwiązanie wspólnoty administracyjnej Ketzerbachtal
- 1 stycznia 2016
  - przyłączenie Tauscha do Thiendorfu
  - rozwiązanie wspólnoty administracyjnej Thiendorf